# ژان گرزو

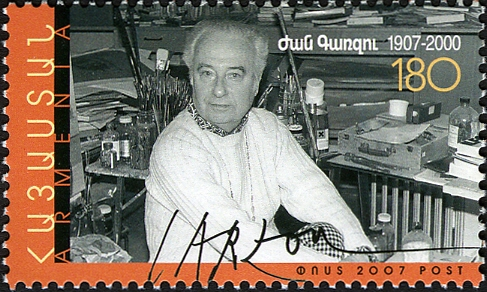
تمبر یادبود گرزو، ارمنستان ۲۰۰۷

ژان گرزو (ارمنی: Ժան Գառզու; فرانسوی: Jean Carzou‎؛ ۱ ژانویهٔ ۱۹۰۷ – ۱۷ اوت ۲۰۰۰) یک هنرمند، نقاش و تصویرگر ارمنی-فرانسوی بود. تصویرگری رمان‌های ارنست همینگوی و آلبر کامو از جمله کارهای اوست.

## زندگی‌نامه
گرزو با نام اصلی گارنیگ زولومیان (ارمنی: Գառնիկ Զուլումեան) در یک خانواده ارمنی در حلب، سوریه دیده به جهان گشود. وی در قاهره مصر تحصیل نمود سپس در سال ۱۹۲۴ میلادی برای آموزش معماری به پاریس نقل مکان نمود. در سال ۱۹۷۷ میلادی وی به عضویت فرهنگستان هنرهای زیبای بنیاد فرانسه درآمد.

## جوایز
وی برنده جوایزی همچون لژیون دونور شده‌است.